# Голяма олимпийска шанца (Гармиш-Партенкирхен)
| Данни на шанцата      | Данни на шанцата                                                                               |
| --------------------- | ---------------------------------------------------------------------------------------------- |
| Размер на шанцата     | 140 m                                                                                          |
| Калкулационна точка   | 125 m                                                                                          |
| Рекорд                | 143,5 m (Симон Аман, 1 януари 2010)                                                            |
| Летен рекорд          | 140,5 m (Юрий Тепеш (Jurij Tepeš), 8 юли 2010) 140,5 m (Лукас Хлава (Lukas Hlava), 8 юли 2010) |
| Височина              | 60,4 m                                                                                         |
| Дължина на спускането | 103,5 m                                                                                        |
| Наклон на спускането  | 35°                                                                                            |
| Дължина на таблата    | 6,9 m                                                                                          |
| Наклон на таблата     | 11°                                                                                            |
| Височина на таблата   | 3,13 m                                                                                         |
| Скорост               | 94,3 km/h                                                                                      |
| Наклон на отскока     | 34,7°                                                                                          |

Голямата олимпийска шанца в Гармиш-Партенкирхен е шанца за ски скокове, на която са се провели състезанията по ски скокове на Зимните олимпийски игри през 1936 и е домакин на новогодишните скокове в Турнира на четирите шанци от 1953 година.

## История

### Старата шанца
Първите шанци в Партенкирхен са от началото на 20 век. Старата олимпийска шанца е построена на хълма Гудиберг за Олимпиадата през 1936 и е завършена през октомври 1933 година.  Шанцата е 70-метрова. 
Рекордът за най-многобройна публика е 130 000 зрители оп време на Зимните олимпийски игри през 1936 година, когато печели норвежецът Биргер Рууд (на норвежки: Birger Ruud) със скокове от 75 и 74,5 метра. 
Шанцата претърпява няколко промени през годините. Първата голяма промяна идва през 1950 година когато е построена 38-метровата кула за засилване, която позволява коректури в дължината на засилването. 
С новогодишните скокове на 1 януари 1953 година е поставено началото на Турнира на четирите шанци. 
През 1978 калкулационната точка е увеличена на 107 метра. Последното модернизиране на старата шанца е през 1996 година, когато калкулацоинната точка е поставена на 115 метра. 

### Новата шанца
На 14 април 2007 старата шанца е взривена, тъй като не отговаря на критериите на ФИС. Под голям времеви натиск е построена новата шанца, която е готова за новогодишните скокове през 2008 година. Строежът струва около 14 млн. евро. 
През декември 2011 е издигната мрежа срещу вятър с площ от 1500 m², която трябва да подпомогне провеждането на състезания дори при наличието на силен вятър. В предишните години ФИС критикува организаторите за липсата на такава. Това води до състезания, които се решават от шанса. 